# Гревтунги
Гревтунги (Greuthungs, Greuthungi, Greutungi) були готським племенем, що проживало поблизу чорноморських степів у третьому і четвертому сторіччях. Вони мали тісні зв'язки з тервінгами, іншим готським племенем на заході від річки Дністер. Вони, можливо, є тими ж племенами, що пізніше називалися остготами.

## Етимологія
«Greuthungi» може означати «мешканці степу» або «люди покритого галькою узбережжя». Корінь greut- можливо, пов'язаний з давньоанглійським greot, в значенні «гравій, пісок, земля». Це підтримує свідоцтва, що ці географічні назви зазвичай використовувались аби відрізняти людей, що проживають на північ від Чорного Моря, як до і після готського поселення в цих краях, так і відсутністю свідоцтва для більш ранніх дат для парного імені Тервінги-Гретувінги, ніж пізнє третє сторіччя Також, можливо, що ім'я «Гревтунги» має до-Понтійське скандинавське походження. Це може значити «скельні люди»(«rock people»), аби відрізняти остготів (Геати) (у тому, що є сьогодні Швецією). Йордан посилається на «Евагреотінги»(Evagreotingi) (Гревтінгів острів «Greuthung island») у «Скандзі»(Scandza), але це, можливо, є легендою. Це також свідчило, що це, можливо, є в певній спорідненості до імен місць в Польщі, але ці припущєння мають невелику підтримку.
Також, існує припущення деяких славістів, що гревтунги — це готська назва «полян» Київської Русі. Це припущення ґрунтується на тому, що, якщо гревтунги — значить «люди, які живуть на землі (на полі)» і тервінги — значить «люди, які живуть в лісах», то ми побачимо тотожність відповідно до полян та древлян Київської Русі, що також мали свої імена зі схожим значенням, жили в тих самих місцях, що й готські вищезгадані племена та були завжди поруч, як і пара гревтунги-тервінги.

## Історія
Історик Йордан, в середині 6-го сторіччя, виділяє у 4-му сторіччі гревтунгів, з 5-6 сторіччя — остроготів (Ostrogothi). Йордан також описує велике королівство гревтунгів в пізньому 4-м сторіччі, але Амміан Марцеллін (Ammianus Marcellinus), історик пізного 4-го  століття, не підтверджує цього. Багато сучасних істориків, у тому числі Петер Гітер(Peter Heather) та Міхаель Куліковські(Michael Kulikowski), сумніваються, що це королівство було значним (і пропонують одне або кілька менших утворень).

## Археологія

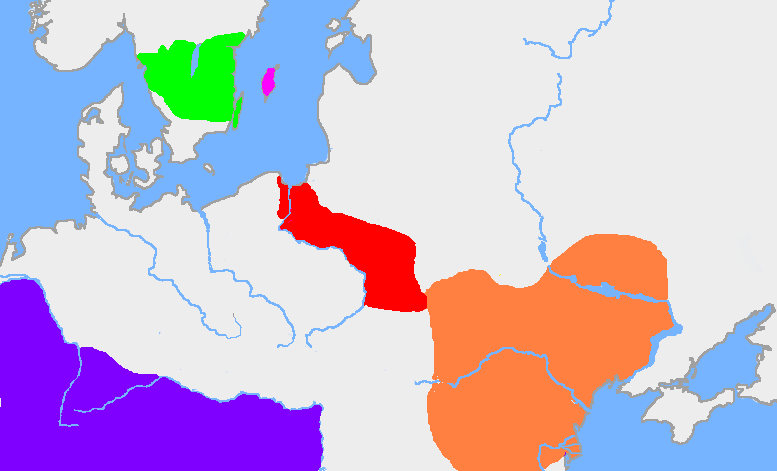
традиційний Готланд Götaland
острів Готланд
Вельбарська культура у ранньому 3-ому сточоріччі
Черняхівська культура, в ранньому 4-ому сторіччі
Римська Імперія

Гревтунги і їхні сусіди тервінги відповідають Черняхівській археологічній культурі.

### Зразки поселення
Черняхівський кластер поселень у відкритому ґрунті в річкових долинах. Будинки включають затонуло-настелене пів житло, зовнішнє житло, і будинки стайні. Найбільше відоме поселення (Budesty) становить 35 гектарів. Більш всього поселень відкриті і не укріплені; деякі укріплення також відомі. [джерело?]

### Методи погребіння
Кладовища черняхівців включають як кремацію, так і поховання; серед останнього, голова личить півночі. Деякі могили були порожні. Вагомі речі часто включають кераміку, гребені кісті, і залізні інструменти, але майже ніколи будь-якої зброї.

## Відношення до остготів
Розділення Готів вперше завірене в 291 році. Гретувінги вперше згадуються Аммінаусом Марцеллінусом (Ammianus Marcellinus), яких він описує не раніше 392 і можливо пізніше, ніж 395, і базуються за рахунок його слів про вождя тервінгів, хто завірений ще в 376. Остготи вперше згадуються в документі датованому 392 року, вересня місяця, з Мілану (Milan). Claudian згадує, що вони разом з "грутунгами" (Gruthungi) мешкають у Фризії (Phrygia). According to Herwig Wolfram, первинні джерела по різному використовують термінологію Тервінги/Гревтунгі або Весі(Vesi)/Остроготи(Ostrogothi) і ніколи не змішують пари. Все чотири імена використовувалися разом, але з'єднання завжди зберігалося, як у: "Грутунги, Австроготи, Тервінги, Вісі" (Gruthungi, Austrogothi, Tervingi, Visi).
Як Вольфрам Хервіг, так і Томас Бьорнс, приходять до висновку, що термін гревтунги був географічним ідентифікатором, який використовувався тервінгами, щоб описати людей, які описувалися безпосередньо як отсроготи. Ця термінологія вийшла з використання після того, як готи були витиснені гуньскими завоюваннями (Hunnic Empire|Hunnic invasions). На підтвердження цього, Вольфрам процитував Зозімуса (Zosimus), посилаючись на групу "Скіфів" на півночі від Дунаю (Danube) які були названі "гревтунги" ("Greuthungi") варварами, що мешкали на північ від Істру (Ister). Вольфрам приходить висновку, що ці люди були тервінгами, які залишилися ззаду після Гунського завоювання. На цьому розумінні, гревтунгі і остроготи були приблизно тими ж людьми.
Те, що гревтунги були остроготами, також підтримується Йорданом (Jordanes). Він ідентифікував королів остроготів: Великий Теодорік (Theodoric the Great) до Теодахада (Theodahad) як спадкоємців короля гревтунгів Ерманаріха (Ermanaric). Ця інтерпретація, проте, хоча й основна серед вчених сьогодні, не є універсальною. Номенклатура гревтунги і тервінги вийшла з вживання незабаром після 400 року. Взагалі, термінологія розділених готів зникла поступово після того, як вони увійшли у Римську Імперію.